# 列涅拉利斯科耶湖 (車臣共和國)
43°52′30″N 45°35′57″E / 43.8749°N 45.5991°E
列涅拉利斯科耶湖（俄语：Генеральское），是俄羅斯的湖泊，位於該國西南部車臣共和國，由瑙爾斯基區負責管轄，長1.2公里、寬0.6公里，面積0.32平方公里，海拔高度82米，最大水深5米。